# チャルボリパン
チャルボリパン（朝鮮語: 찰보리빵、英語: Chalbori-ppang）とは、もち性のオオムギで作った2枚の小さなホットケーキで小豆餡を包んだ大韓民国の菓子である。丸くて平らで少し甘いチャルボリパンはもち性のスポンジケーキに似た食感である。
チャルボリパンは2003年に慶尚北道慶州市の断石家というベーカリーで初めて作られ販売され、今では地元の特産品となっている。チャルボリパンは断石山の麓で栽培されたもち性のオオムギを利用している。このオオムギは害虫や雑草が繁殖できない寒い冬場に栽培されるので、無農薬である

## Gallery

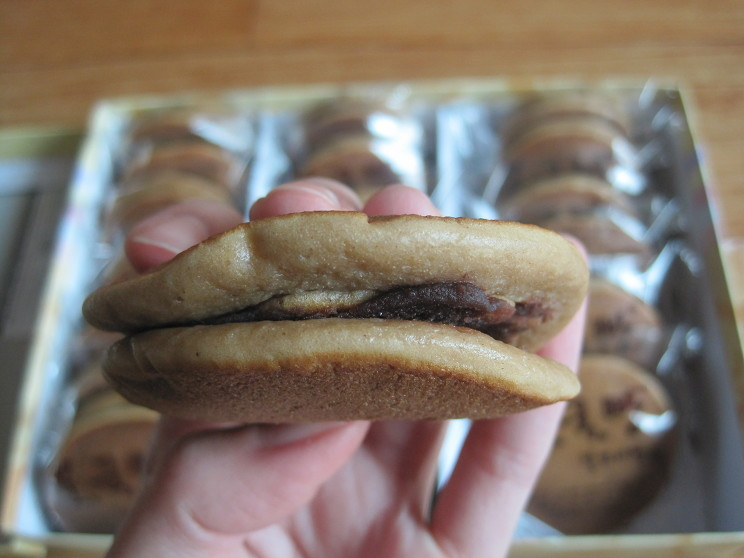
横から見たチャルボリパン
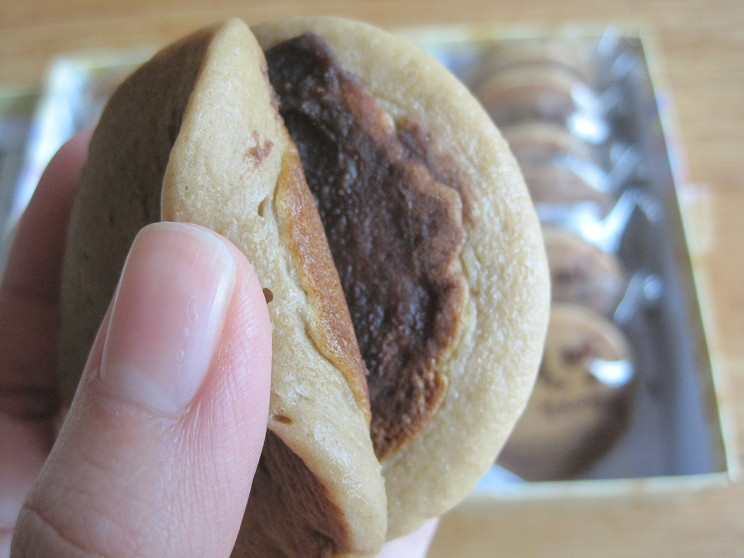
チャルボリパンの中身
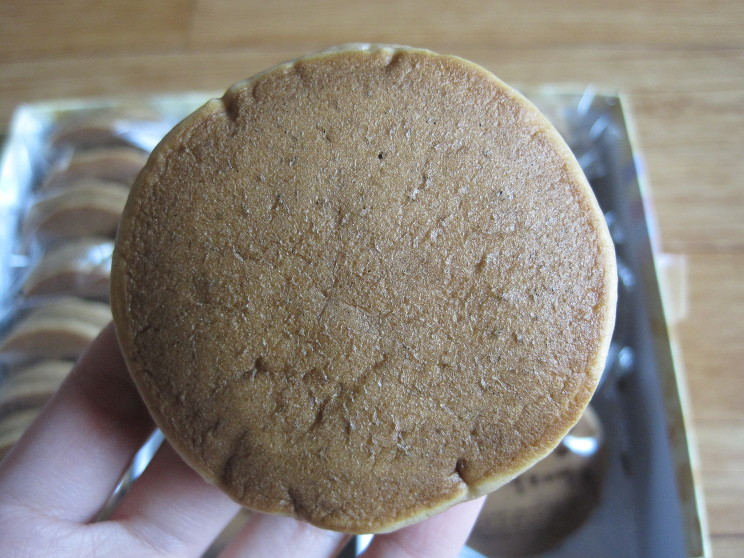
チャルボリパンの表面
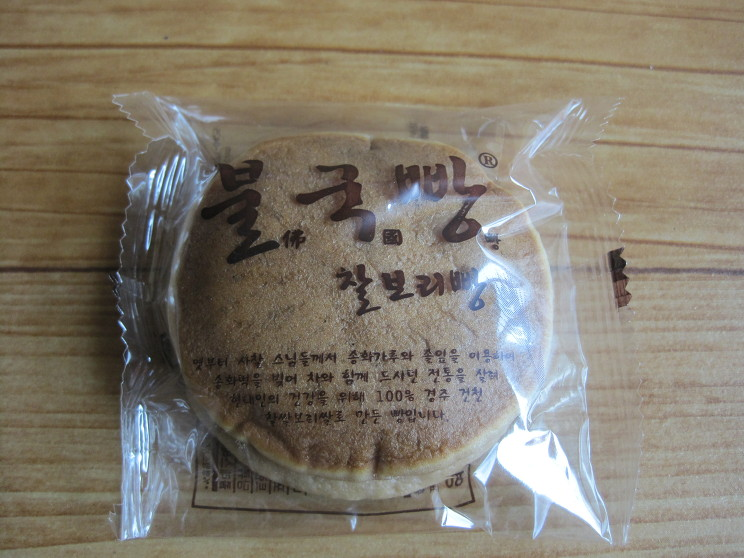
包装されたチャルボリパン
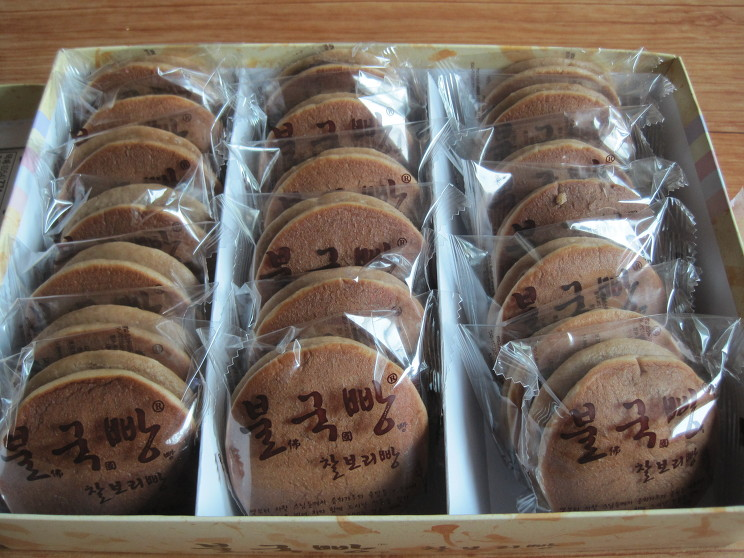
箱に詰められたチャルボリパン
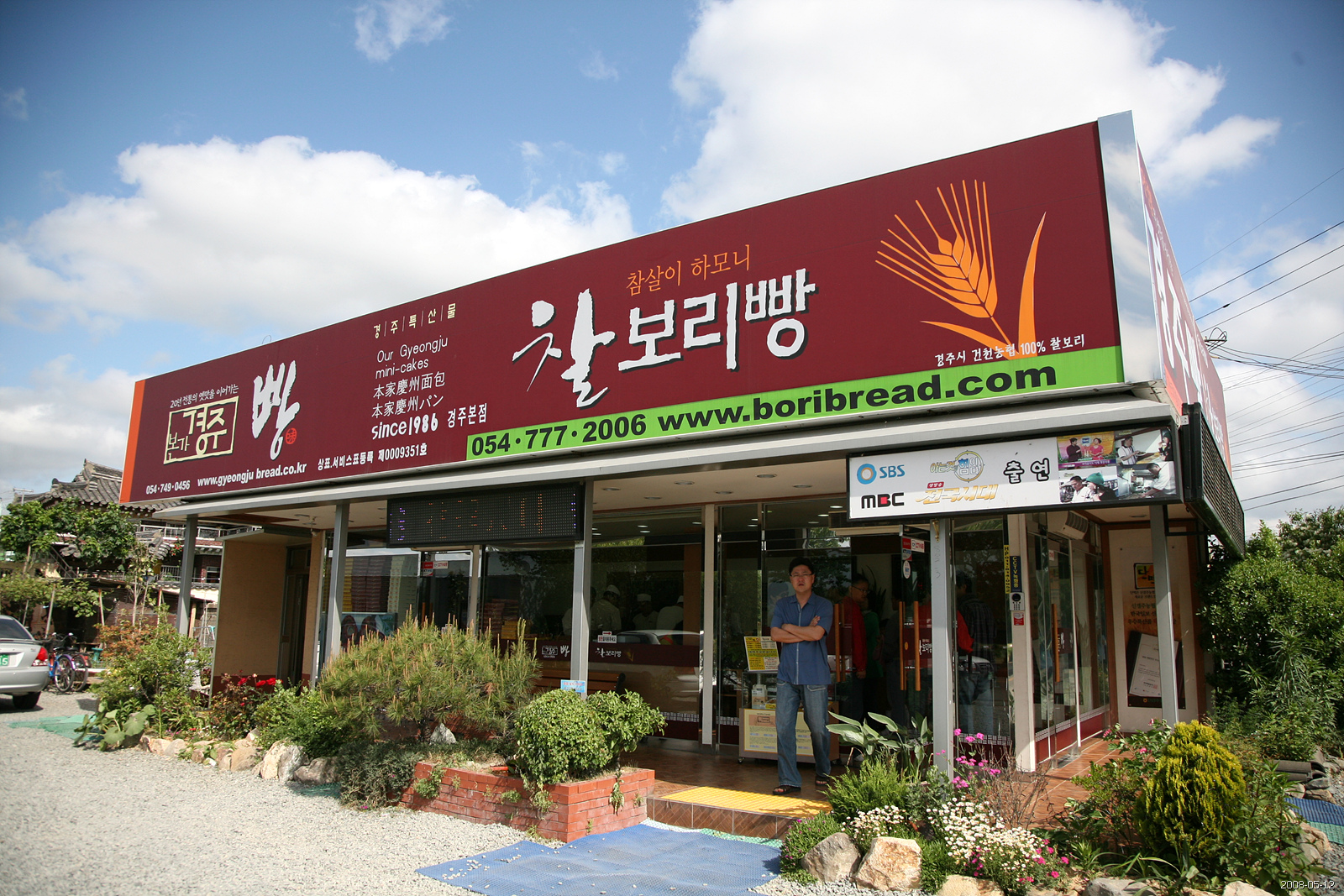
チャルボリパンを製造する慶州市のベーカリー